# Ekonomický ústav ČSAV
Ekonomický ústav ČSAV byl založen v roce 1953 jako jeden z nových ústavů bolševické akademie věd a zrušen byl na začátku 90. let 20. století po sloučení se Sociálně ekonomickým ústavem ČSAV z Ústí nad Labem.
Ústav se dostal do povědomí širší veřejnosti v souvislosti s přípravou ekonomických reforem před Pražským jarem, kdy členové ústavu patřili do obou táborů v rámci KSČ, konzervativního i reformního.[zdroj⁠?!] Po normalizaci dochází k rychlému úpadku ústavu.[zdroj⁠?!]
Václav Klaus, který po roce 1968 pracoval v Ekonomickém ústavu Československé akademie věd, byl z něho v 70. letech propuštěn.[zdroj⁠?!]